# Conservatori Professional de Música de Badalona
El Conservatori Professional de Música de Badalona és un centre d'ensenyament professional de música de la ciutat de Badalona.
Va ser fundat el 1980 en l'edifici de l'antiga Escola del Treball (i allà on hi havia hagut un edifici anterior, seu de la cooperativa de consum La Bienhechora)
amb la idea de tenir una escola de formació de músics professionals, en un moment en què hi havia pocs músics a la ciutat. En va ser el seu primer director, així com professor de violoncel, harmonia, contrapunt, fuga i composició, el mestre Joan Pich i Santasusana, tot i que el mateix any va assumir-ne la direcció el compositor i musicòleg Josep Soler i Sardà, que va ocupar-la fins a 2010.
El centre, juntament amb l'Escola de Música Moderna, està administrat pel Patronat de la Música de Badalona. S'hi imparteixen estudis de música de grau elemental i mitjà en diverses especialitat, entre les quals cant, piano i pràcticament la totalitat dels instruments de corda i vent, i cursos de perfeccionament instrumental. Disposa també d'un departament de música antiga. També té diverses formacions com orquestres, corals, grups de cambra o instrumentals.
També hi està vinculada i és seu de la Banda Simfònica de Badalona, que funciona com un ens autònom.